# Marechal Cândido Rondon (Paraná)
Marechal Cândido Rondon es un municipio brasileño del estado de Paraná. Su población, según el censo de 2010, era de 46 799 habitantes.

## Historia
La historia del municipio se divide en dos partes, antes y después de la Maripá, a Industrial Maderera Colonizadora Río Paraná S/A. Antes de la Maripá, la región fue habitada por españoles e ingleses, debido al gran interés por la explotación de la yerba-mate y madera. Los ingleses consiguieron legalizar la explotación de esta región, concebida en parte de pago por la deuda del Brasil con Inglaterra referente a la adquisición de equipamiento ferroviario.

## Cultura
Posee una fuerte influencia de la cultura germánica, demostrada en la arquitectura y por el idioma (alemán) muy hablado entre los más viejos. Se estima que 80% de la población es de esta descendencia.

## Geografía
El municipio de Marechal Cândido Rondon está localizado en la Mesorregión geográfica Oeste Paranaense y en la Microrregión de Toledo, entre las coordenadas 24°,26’ y 24°46′ de latitud sur y 53°57′ y 54°22′ de longitud oeste.
El municipio está localizado en el Tercero Compartimento Geológico constituido principalmente por rocas magmáticas volcánicas y rocas sedimentareas intercaladas. La unidad de relieve corresponde a la tercera meseta y se presenta con formas onduladas, aplanadas en dirección del Río Paraná (Lago de Itaipu), en altitudes que varían entre 220 m y 490 m, con una media de 420 m en la sede municipal.
Los suelos son fértiles (tierra púrpura), adecuadas para el plantío de cultivos agrícolas anuales.
El clima es subtropical húmedo mesotérmico (tipo Cfa), con veranos calientes, sin estación de sequía y con pocas heladas.